# Give Me Beauty... Or Give Me Death!
Give Me Beauty... Or Give Me Death! ist das erste Studioalbum der schwedischen Post-Rock-Band ef. Es wurde am 17. Mai 2006 auf CD vom schwedischen Plattenlabel „And The Sound Records“ mit der Katalognummer ATSR001 veröffentlicht und enthält sieben Titel. Am 5. Juli 2006 veröffentlichte das japanische Plattenlabel „Thomason Sounds“ das Album im asiatischen Raum mit der Katalognummer TSIP-2015. Die japanische CD enthält einen zusätzlichen Bonustitel und erschien als Jewel Case, wohingegen die schwedische Veröffentlichung im Digipak erschien.
Alle Titel wurden im „Studio 1“ in Växjö eingespielt, außer Titel eins, dieser wurde im Heimstudio von Kristian Anttila eingespielt. Zusätzliche Aufnahmen wurden im „Studio Bishop Yard“ im schwedischen Göteborg eingespielt. Das Artwork für die CD wurde von Niklas Åström erstellt. Die Fotos wurden von O. Isaac White erstellt.

## Titelliste
1. Ett – 4:01
2. Hello Scotland – 12:19
mit Gesang von Karin Green
3. Final Touch / Hidden Agenda – 11:15
4. He Came, He Stayed, He Fell – 3:58
5. Tomorrow My Friend... – 14:05
6. ...We'll Meet In The End – 6:25
7. Misinform The Uninformed – 6:40[1]

## Kritiken
„Eine schöne Postrock-Platte […] für die melancholischen Musikfreunde, […]“